# Bank für Kirche und Diakonie
Die Bank für Kirche und Diakonie eG – KD-Bank (kurz KD-Bank) ist eine evangelische kirchliche Genossenschaftsbank mit Sitz in Dortmund.

## Geschichte
Die Landeskirchliche Kredit-Genossenschaft für Sachsen e.G.m.b.H. LKG (heute eine Zweigniederlassung der KD-Bank) in Dresden wurde bereits im Oktober 1925 als erste evangelische Bank in Deutschland auf Initiative von Hugo Hickmann gegründet. 
Am 18. Februar 1927 gründeten sieben Gemeinden und kirchliche Verbände aus Halberstadt, Halle/Saale, Erfurt und Magdeburg die Provinzialkirchliche Spar- und Darlehnsgenossenschaft für die Provinz Sachsen mit beschränkter Haftpflicht. 1990 beschloss die Generalversammlung der Prosparda die Umfirmierung in Bank für Kirche und Diakonie eG Berlin und die Sitzverlegung nach Berlin.
Pastor Martin Niemöller gründete 1927 eine Selbsthilfeeinrichtung mit der Bezeichnung Darlehensgenossenschaft der Westfälischen Inneren Mission e.G.m.b.H. in Münster. Auch Victor Rohdich, seit Herbst 1926 Verwaltungsdirektor der Inneren Mission, war an der Gründung im großen Maße beteiligt. Hieraus wurde die Evangelische Darlehensgenossenschaft eGmbH Münster bzw. die spätere DGM Evangelische Darlehensgenossenschaft eG mit dem Sitz in Münster.
Im Juni 1953 gründete Otto Vetter die Darlehensgenossenschaft der Evangelischen Kirchengemeinde und -Verbände und der kirchlichen Werke im Rheinland eGmbH. Hieraus wurde die spätere Bank für Kirche und Diakonie eG. Duisburg mit dem Sitz in Duisburg.
Hilfe zur Selbsthilfe, Förderung der Mitglieder und eine Beteiligung der Mitglieder am wirtschaftlichen Erfolg waren nach eigenen Angaben die Motive der Gründer.
Mit der Wiedervereinigung wurden von Berlin und Magdeburg aus Geschäfte in den neuen Bundesländern aufgenommen und im Jahr 1991 die Fusion der Bank für Kirche und Diakonie eG. Duisburg mit der Bank für Kirche und Diakonie eG Berlin zur Bank für Kirche und Diakonie (BKD) eG vollzogen. Im Jahr 2003 fusionierten die DGM Evangelische Darlehensgenossenschaft eG und die Bank für Kirche und Diakonie eG. zur KD-Bank eG – die Bank für Kirche und Diakonie – mit Sitz in Dortmund. Eine Vereinbarung dieser Fusion war, eine neue Hauptstelle in der geografischen Mitte von Duisburg und Münster. Die Wahl fiel auf Dortmund. Seit dem 28. Februar 2006 ist somit das Gebäude in Dortmund zur Hauptstelle geworden. 
Am 9. Juni 2010 stimmte die Generalversammlung der KD-Bank eG – die Bank für Kirche und Diakonie – einer Fusion mit der Landeskirchlichen Kredit-Genossenschaft Sachsen eG -LKG- mit Sitz in Dresden zu. Die Fusion wurde rückwirkend zum 1. Januar 2010 rechtskräftig. Gleichzeitig wurde durch die Generalversammlung die Umbenennung in Bank für Kirche und Diakonie eG – KD-Bank beschlossen.
2020 schloss die Bank ihre Filiale in Duisburg. Als Ersatz für die Duisburger Filiale, errichtete die Bank am Sitz der Evangelischen Kirche im Rheinland in Düsseldorf eine Repräsentanz.

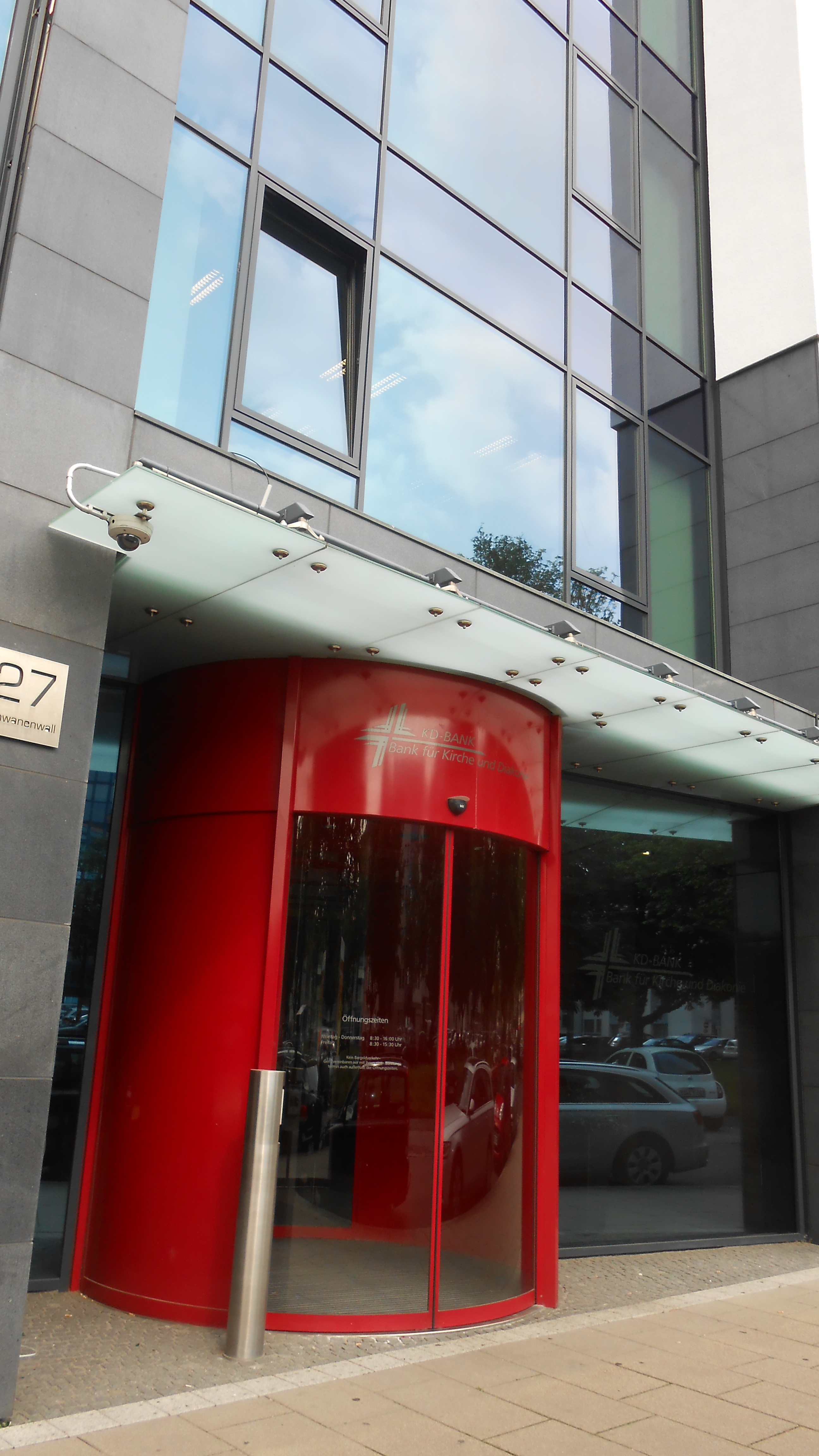
Sitz der KD-Bank in Dortmund

## Geschäftsausrichtung
Die KD-Bank ist die Hausbank kirchlicher institutioneller Kunden, zum anderen betreibt sie Privatkundengeschäft als Universalbankgeschäft. Im Verbundgeschäft arbeitet sie mit der DZ Bank, R+V Versicherung, Bausparkasse Schwäbisch Hall, DZ Hyp und der Union Investment zusammen.
Besondere Angebote sind:
- Zahlungsverkehr für Spendenorganisationen
- Finanzierung von gemeinnützigen Einrichtungen, insbesondere aus dem Bereich der Diakonie
- Nachhaltige Geldanlagen
- Spendenportal KD-onlineSpende

Die Mitglieder sind überwiegend Institutionen aus dem Bereich der Evangelischen Kirche und ihrer Diakonie, aber auch Privatkunden. Die Bank ist Mitglied im Finanzverbund des Bundesverbands der Deutschen Volksbanken und Raiffeisenbanken.

## Geschäftsgebiet
Ihr Geschäftsgebiet umfasst das ganze Bundesgebiet.
An diesen Orten betreibt die Bank Filialen:
- Dortmund (Hauptstelle, jur. Sitz)
- Berlin (Geschäftsstelle)
- Dresden (Geschäftsstelle)

Zusätzlich werden in Düsseldorf, Hamburg, Magdeburg, Mainz, Mannheim, München, Nürnberg und Stuttgart Repräsentanzen unterhalten, in denen ausschließlich Institutionen aus Kirche und Diakonie betreut werden.